# Dobropilla (obwód chersoński)
Dobropilla (ukr. Добропілля) – wieś na Ukrainie, w obwodzie chersońskim, w rejonie skadowskim, w hromadzie Dołmatiwka. W 2001 liczyła 1062 mieszkańców.